# Cascade (virus máy tính)

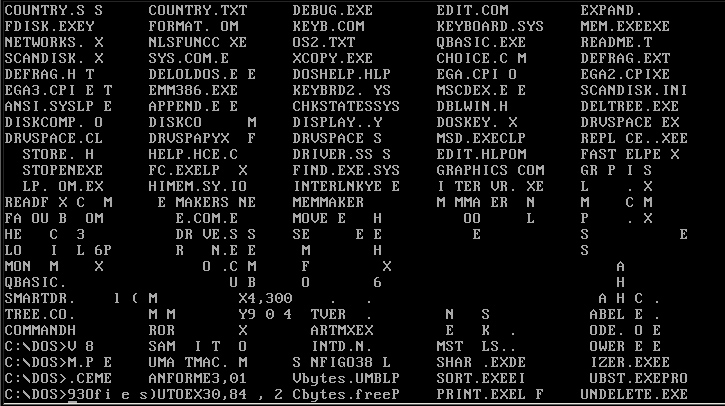
Màn hình máy tính bị lây nhiễm

Cascade là virus lưu trú trong máy tính được viết trong assembly, phổ biến rộng rãi cuối thập niên 1980 và đầu thập niên 1990. Nó lây nhiễm file COM và có ảnh hướng tới tạo chữ trên màn hình rơi xuống và tạo một đống chữ dưới đáy màn hình. Điểm đáng chú ý, nó dùng thuật toán mã hóa để tránh bị phát hiện. Tuy nhiên, có thể nhận diện các tập tin bị nhiễm có thêm dung lượng là 1701 hoặc 1704 byte.
Virus xuất hiện lần đầu trong hệ điều hành MS-DOS vào cuối thập niên 1980.